# حصار دوبروفنيك
حصار دوبروفنيك كان اشتباكًا عسكريًا بين الجيش الشعبي اليوغوسلافي (JNA) والقوات الكرواتية التي تدافع عن مدينة دوبروفنيك والمناطق المحيطة بها خلال حرب الاستقلال الكرواتية. 
بدأ الجيش الشعبي اليوغوسلافي تقدمه في 1 أكتوبر 1991، وبحلول أواخر أكتوبر، استولى تقريبًا على جميع الأراضي الواقعة بين شبه جزيرة بيليساك وبريفلاكا على ساحل البحر الأدرياتيكي، باستثناء دوبروفنيك نفسها. وكان الحصار مصحوبًا بحصار ضربته البحرية اليوغوسلافية. وبلغت قوة قصف الجيش الشعبي اليوغوسلافي لمدينة دوبروفنيك، بما في ذلك قصف المدينة القديمة - أحد مواقع التراث العالمي لليونسكو - ذروتها في 6 ديسمبر 1991. وأثار القصف إدانة دولية، وشكل كارثة علاقات عامة لصربيا والجبل الأسود، مما ساهم في عزلتها الدبلوماسية والاقتصادية، فضلاً عن الاعتراف الدولي باستقلال كرواتيا.
في مايو 1992، انسحب الجيش الوطني إلى البوسنة والهرسك، على بعد أقل من 1 كيلومتر (0.62 ميل) من الساحل في بعض الأماكن، وسلم معداته إلى جيش جمهورية صربسكا المشكل حديثًا.
وخلال هذا الوقت، هاجم الجيش الكرواتي (HV) من الغرب ودفع جيش التحرير الوطني/ جيش جمهورية صرب البوسنة إلى الخلف من المناطق الواقعة شرق دوبروفنيك، في كل من كرواتيا والبوسنة والهرسك، وبحلول نهاية مايو اتصل بقوات الجيش الكرواتي المدافعة عن المدينة. وهدأ القتال بين القوات الكرواتية والقوات اليوغوسلافية شرق دوبروفنيك تدريجيًا.
أدى الحصار إلى مقتل 194 عسكريًا كرواتيًا، بالإضافة إلى حوالي 88 مدنيًا كرواتيًا. وخسر الجيش الوطني حوالي 165 قتيلاً. واستعيدت المنطقة بأكملها من قبل الجيش الكرواتي في عملية النمر ومعركة كونافلي بحلول نهاية عام 1992. وأدى الهجوم إلى نزوح 15.000 شخص، معظمهم من كونافلي، الذين فروا إلى دوبروفنيك. وتم إجلاء ما يقرب من 16.000 لاجئ من دوبروفنيك عن طريق البحر، وأوصلت الإمدادات إلى المدينة عن طريق القوارب المتهربة من الحصار وقافلة من السفن المدنية. وتضرر أكثر من 11000 مبنى وتعرضت العديد من المنازل والشركات والمباني العامة للنهب أو الحرق.
كانت العملية جزءًا من خطة وضعها الجيش الشعبي اليوغوسلافي بهدف تأمين منطقة دوبروفنيك ثم التوجه نحو الشمال الغربي للربط مع قواته في شمال دالماتيا عبر غرب الهرسك. وكان الهجوم مصحوبًا بكمية كبيرة من الدعاية الحربية.
في عام 2000، اعتذر رئيس الجبل الأسود ميلو دوكانوفيتش عن الحصار، مما أثار رد فعل غاضبًا من خصومه السياسيين ومن صربيا. وأدانت المحكمة الجنائية الدولية ليوغوسلافيا السابقة ضابطين يوغوسلافيين لتورطهما في الحصار وسلمت ضابطًا ثالثًا إلى صربيا لمحاكمته. وذكرت لائحة الاتهام الصادرة عن المحكمة الجنائية الدولية ليوغوسلافيا السابقة أن الهجوم كان يهدف إلى فصل منطقة دوبروفنيك عن كرواتيا ودمجها في دولة يهيمن عليها الصرب من خلال إعلان فاشل لجمهورية دوبروفنيك في 24 نوفمبر 1991.
بالإضافة إلى ذلك، أدانت جمهورية الجبل الأسود أربعة جنود سابقين في الجيش الوطني بتهمة إساءة معاملة السجناء في معسكر مورين. كما اتهمت كرواتيا أيضًا العديد من ضباط الجيش الوطني اليوغسلافي السابق أو البحرية اليوغوسلافية وزعيم صرب البوسنة السابق بارتكاب جرائم حرب، لكن لم تسفر لوائح الاتهام هذه عن أي محاكمات حتى الآن.